# Filago
För andra betydelser, se Filago (olika betydelser).
Filago är en ort och kommun i provinsen Bergamo i regionen Lombardiet i Italien. Kommunen hade 3 132 invånare (2018).